# Кондиціоналіс
Кондиціона́ліс, іноді кондиціона́л, кондиціона́ль (лат. modus conditionalis, від conditio — «умова») — вид граматичного способу, який виражає дії, бажані або можливі за певних умов. В українському мовознавстві часто описується як «умовний спосіб», але це слід визнати не зовсім точним: бо під цим словосполученням можуть матися на увазі два різних граматичних способи: як кондиціоналіс, так і кон'юнктив (modus conjunctivus) — дещо інша категорія, що відрізняється за функціями і формою від кондиціоналіса. Подібне нерозрізнення пояснюється тим, що в українській мові, як і в інших східнослов'янських, обидва способи збігаються за формою в «умовному способі», лише деякі функції кон'юнктива виражаються за допомогою дійсного.

## Характеристика
Різновидом кондиціоналіса є ірреаліс — форма, що виражає неможливість здійснення дії у даних умовах.

## Германські мови

### Англійська мова
Англійські дієслова не мають синтетичних (флективних) форм кондиціоналіса, тільки модальні дієслова could, might, should та would можна в певних контекстах розглядати як кондиціональні форми дієслів can, may, shall і will відповідно. Те, що називається в англійській «кондиціоналісом» або «умовним способом» (conditional mood, conditional), утворюється перифразно (аналітично) за допомогою модального дієслова would у сполученні з інфінітивом (без частки to) смислового дієслова. У деяких випадках (перша особа однини й множини) замість would вживаються дієслова shall і will. Окрім того, вищезгадані could, might і should теж можуть заміняти would для вираження слушної модальності на додаток до кондиціональності («умовності»).
В англійській мові три типи кондиціональних речень, які можна назвати «фактичним» (factual), «предикативним» (predictive) і «контрафактичним» (counterfactual):
- «Фактичний кондиціоналіс» (factual conditional, «conditional 0») — When I feel well, I sing («Коли я почуваюся добре, я співаю»);
- «Предикативний кондиціоналіс» (predictive conditional, «conditional I») — If I feel well, I will sing («Якщо я почуватимуся добре, я співатиму»);
- «Контрафактичний кондиціоналіс» (counterfactual conditional, «conditional II», «conditional III») — If I felt well, I would sing («Якби я почувався добре, я б співав») або If I had felt well, I would have sung («Якби я почувався добре, я б проспівав»). Він являє собою англійський варіант ірреаліса.

Кондиціональність може виражатися часово-аспектними формами. Розрізняють простий кондиціоналіс (would sing), тривалий кондиціоналіс (would be singing), кондиціональний перфект (would have sung) і кондиціональний тривалий перфект (would have been singing). Перші два види ще називають «кондиціоналісом теперішнього» (present conditional), а перфектні форми — «кондиціоналісом минулого» (past conditional).

### Німецька мова
У німецькій мові для вираження кондиціональності вживають дві конструкції.
- Konjunktiv Futur II (Konjunktiv II, Futur I) відповідає англійському кондиціоналісу теперішнього. Утворюється за допомогою допоміжного дієслова werden у формі кон'юнктива в сполученні з інфінітивом смислового дієслова:
  - Ich würde singen («Я б співав»).
- Konditional Perfekt (Konjunktiv II, Futur II) відповідає англійському кондиціоналісу минулого. Являє собою форму перфектної конструкції, яка, як відоме, використовує допоміжне дієслово haben або sein (залежно від типу смислового дієслова) у сполученні з пасивним дієприкметником (Partizip II) смислового дієслова. Допоміжне ж дієслово кондиціональної форми являє собою форму кон'юнктива цих дієслів: hätte/st/t/n чи wäre/st/t/n[6].
  - Ich hätte gesungen («Я б (тоді) проспівав»)
  - Sie wären gekommen («Вони б (тоді) прийшли»)

## Романські мови
У той час як латина використовувала дійсний спосіб і кон'юнктив в умовних реченнях, більшість романських мов розвинули окрему парадигму кондиціонала.
В італійській, французькій, іспанській, португальській, каталонській, окситанській мовах закінчення форм кондиціоналіса походять від форм імперфекта латинського дієслова habēre («мати»). Для прикладу, форми кондиціоналіса дієслова «співати» першої особи однини в різних романських мовах:
| Мова               | Приклад         |
| ------------------ | --------------- |
| Пізня латина       | cantāre habēbam |
| Народна латина     | *cantar-ea      |
| Староіталійська    | cantaría        |
| Сучасна італійська | canterebbe      |
| Іспанська          | cantaría        |
| Португальська      | cantaria        |
| Каталанська        | cantaria        |
| Французька         | je chanterais   |

### Румунська мова
Румунська мова використовує у кондиціоналі аналітичну конструкцію. Модальні клітики утворені змішанням індикативних і кон'юнктивних форм латинського дієслова habēre:
- aș + cânta — «я б співав». Клітик aș (старорумунська форма ași) продовжує латинську плюсквамперфектну форму кон'юнктива habessim (пор. форми імперфекта кон'юнктива в інших романських мовах — італ. avessi, фр. eusse), на основі якого утворилися романські імперфектні форми кон'юнктива[7].
- ai + cânta — «ти б співав». Клітик ai походить, здогадно, від нар.-лат. *eas < лат. habēbās — форми імперфекта дійсного способу другої особи однини.
- ar + cânta — «він би співав» («вона б співала»). Клітик ar (старорумунська форма ară) походить, здогадно, від habēret — імперфектної форми кон'юнктива третьої особи однини.
- am + cânta — «ми б співали». Клітик am походить, здогадно, від нар.-лат. *eamus < лат. habēbāmus — форми імперфекта дійсного способу першої особи множини.
- ați + cânta — «ви б співали». Клітик ați походить, здогадно, від нар.-лат. *eatis < лат. habēbātis — форми імперфекта дійсного способу другої особи множини.
- ar + cânta — «вони б співали». Клітик ar (старорумунська форма ară) походить, здогадно, від habērent — імперфектної форми кон'юнктива третьої особи множини.

У старорумунській мові також вживався кондиціоналіс з формами імперфекта дієслова vrea («хотіти»): vrea cânta — «я б проспівав», vreai cânta — «ти б співав». До XVII ст. старорумунська також зберігала синтетичні форми кондиціонала: cântare — «я б співав», darear — «він би дав», що походять або від латинського перфекта майбутнього або від перфекта кон'юнктива (чи утворилися внаслідок змішання їх). Схожі синтетичні форми досі збереглися в арумунській та істрорумунській мовах.

### Французька мова
У французькій мові кондиціоналіс (conditionnel) може бути трьох форм:
- Кондиціоналіс теперішнього (conditionnel présent) утворюється від форми інфінітива (у неправильних дієслів — від основи майбутнього часу) доданням особових закінчень, схожих на закінчення імперфекта (-ais, -ais, -ait, -ions, -iez, -aient). Наприклад, je chanterais — «я б проспівав», je serais — «я би був», je ferais — «я б зробив».
- Кондиціоналіс минулого 1-ша форма (conditionnel passé 1re forme) утворюється аналогічно «майбутньому попередньому» (futur antérieur du passé) — за допомогою форми кондиціоналіса теперішнього допоміжного дієслова avoir і пасивного дієприкметника (participe passé) смислового дієслова. Наприклад, j'aurais chanté — «я б (тоді) проспівав»
- Кондиціоналіс минулого 2-га форма (conditionnel passé 2re forme) утворюється аналогічно плюсквамперфекту кон'юнктива (subjonctif plus-que-parfait) — за допомогою форми імперфекта кон'юнктива допоміжного дієслова avoir і пасивного дієприкметника (participe passé) смислового дієслова. Наприклад, j'eusse chanté — «я б (тоді) проспівав».

## Слов'янські мови
Питання походження кондиціоналіса в слов'янських мовах досі не розв'язане. У пам'ятках слов'янських мов засвідчені дві форми частки би, їх називають *bimь- і *byxъ- формами (частки наведено у формах першої особи однини, відмінювання форми *bimь- дане в таблиці, відмінювання форми *byxъ- див. Праслов'янський аорист). Деякі мовознавці (наприклад, Міклошич) убачали у варіанті *byxъ форму аориста дієслова *byti («бути»), що надалі стала дублювати ранішу форму *bimь-. Так, варіанти з першою формою трапляються у пам'ятках слов'янської писемності лише в південнослов'янському ареалі, у західнослов'янських і східнослов'янських (давньоруському ізводі) відома тільки форма *byxъ.
На думку А. Мейє, форма *bimь- (у 2-й і 3-й особах *bi), може бути колишньою формою оптатива дієслова *byti (він порівнював його з лат. fiō, fīs). Існує гіпотеза походження кондиціоналіса і від плюсквамперфекта, у цьому разі форму *byxъ розглядають не як аорист, а як плюсквамперфект від *byti. Навіть припускають, що форма *bimь- могла бути діалектною, поширеною лише в південнослов'янському ареалі, а основною праслов'янською формою слід вважати *byxъ.
У сучасних слов'янських мовах кондиціоналіс може утворюватися по-різному:
- з незмінною часткою би (українська, білоруська, російська, нижньолужицька, кашубська, македонська);
- з незмінною часткою би + особова форма дієслова бути (словацька, деякі діалекти македонської, окремі форми зафіксовані і в пам'ятках великоруського ізводу церковнослов'янської);
- за допомогою частки би з особовими закінченнями (польська);
- за допомогою допоміжного дієслова у формі аориста (болгарська, верхньолужицька, сербська, більшість діалектів хорватської, чеська);
- за допомогою особливої відмінюваної bi-форми (чакавські говірки хорватської)[10].

### Українська мова
В українській мові, як в інших східнослов'янських, білоруській і російській, кондиціоналіс утворюється за допомогою частки «би», яка ставиться перед смисловим дієсловом або після нього:
- Я б зробив (або я зробив би), я б зробила (або я зробила б).
- Ти б зробив (або ти зробив би), ти б зробила (або ти зробила б).
- Він би зробив (або він зробив би), вона б зробила (або вона зробила б).

Характерною ознакою є те, що частка «би» у положенні після голосних стягається до «б».
У ввідних підрядних реченнях умовних конструкцій би зливається з сполучником як у сполучник якби: «Якби в мене був настрій, я б проспівав».
В українському діалектному мовленні (лемківському, гуцульському) засвідчені й інші форми кондиціоналіса, у яких частка «би» відмінюється за особами і числами, подібно кондиціоналісу в польській мові. Приклади: «Янчик, Янчик, што би'с зробив», «Зробив бим-ся сивим пташком» (пісня), «Полетів бим на край світа» (лемківська пісня «Америцький край»).

### Праслов'янська мова
У праслов'янській мові кондиціоналіс утворювався аналітично — від l-дієприкметника і особливих форм дієслова *byti, що являли собою, як вважається, залишки стародавнього оптатива:
|                     | Чоловічий рід | Жіночий рід  | Середній рід |
| ------------------- | ------------- | ------------ | ------------ |
| Перша особа однини  | *neslъ bimь   | *nesla bimь  | *neslo bimь  |
| Друга особа однини  | *neslъ bi     | *nesla bi    | *neslo bi    |
| Третя особа однини  | *neslъ bi     | *nesla bi    | *neslo bi    |
| Перша особа двоїни  | *nesla bivě   | *neslě bivě  | *neslě bivě  |
| Друга особа двоїни  | *nesla bista  | *neslě bista | *neslě bista |
| Третя особа двоїни  | *nesla biste  | *neslě biste | *neslě biste |
| Перша особа множини | *nesli bimъ   | *nesly bimъ  | *nesla bimъ  |
| Друга особа множини | *nesli biste  | *nesly biste | *nesla biste |
| Третя особа множини | *nesli bǫ     | *nesly bǫ    | *nesla bǫ    |

### Польська мова
У польській мові кондиціоналіс утворюється за допомогою частки by («би»), що або приєднується до смислового дієслова, або ставиться окремо перед ним. Для 1-ї і 2-ї осіб до частки додаються особові закінчення -m, -ś, -śmy, -ście.
| Особа | Однина                  | Однина                    | Однина                      | Множина                         | Множина                         |
| Особа | Чоловічий рід           | Жіночий рід               | Середній рід                | Особово-чоловічий               | Жіночо-речовий                  |
| ----- | ----------------------- | ------------------------- | --------------------------- | ------------------------------- | ------------------------------- |
| 1-ша  | śpiewałbym/ bym śpiewał | śpiewałabym/ bym śpiewała | *śpiewałobym/ *bym śpiewało | śpiewalibyśmy/ byśmy śpiewali   | śpiewałybyśmy/ byśmy śpiewały   |
| 2-га  | śpiewałbyś/ byś śpiewał | śpiewałabyś/ byś śpiewała | *śpiewałobyś/ *byś śpiewało | śpiewalibyście/ byście śpiewali | śpiewałybyście/ byście śpiewały |
| 3-тя  | śpiewałby/ by śpiewał   | śpiewałaby/ by śpiewała   | *śpiewałoby/ *by śpiewało   | śpiewaliby/ by śpiewali         | śpiewałyby/ by śpiewały         |

У безособових реченнях частка має форму by.

### Російська мова
У російській мові, як і в українській, кондиціоналіс утворюється за допомогою частки бы, яка ставиться перед смисловим дієсловом або після нього:
я бы сделал або я сделал бы. Стягнення частки бы до б після голосних відбувається рідко: я сделала бы, стало бы (рідше я сделала б, стало б).

## Санскрит
У санскриті кондиціоналіс за будовою є імперфектом від основи майбутнього часу, наприклад: akariṣyām («я зробив би»).
|   | Однина    | Двоїна      | Множина    |
| - | --------- | ----------- | ---------- |
| 1 | akariṣyām | akariṣyāva  | akariṣyāma |
| 2 | akariṣyas | akariṣyatam | akariṣyata |
| 3 | akariṣyat | akariṣytām  | akariṣyan  |